# Neopistria
Neopistria é um gênero de traça pertencente à família Arctiidae.